# Alternerende gruppe
I matematikken er en alternerende gruppe en gruppe af lige permutationer på en endelig mængde. Den alternerende gruppe på mængden {1,...,n} kaldes den alternerende gruppe af grad n og benævnes An eller Alt(n).
For eksempel er den alternerende gruppe af grad 4 A4 = {e, (123), (132), (124), (142), (134), (143), (234), (243), (12)(34), (13)(24), (14)(23)}.

## Grundlæggende egenskaber
For n > 1 er gruppen An en normal undergruppe af den symmetriske gruppe Sn med indeks 2 og den har derfor n!/2 elementer. Den er kernen af gruppehomomorfien sgn : Sn → {1, -1}, som det forklares i artiklen om den symmetriske gruppe.
Gruppen An er abelsk hvis og kun hvis n ≤ 3 og simpel hvis og kun hvis n = 3 eller n ≥ 5.
A5 er med 60 elementer den mindste ikke-abelske simple gruppe og den mindste ikke-opløselige gruppe.

## Konjugeretklasser
Som i den symmetriske gruppe består konjugeretklasserne i An af elementer med samme cykeltype. Hvis cykeltypen består af cykler af ulige længde og ikke to cykler har samme længde, er der præcis to konjugensklasser for cykeltypen.
Eksempler:
- permutationerne (1 2 3) og (1 3 2) er ikke konjugerede i A3, selvom de har samme cykeltype og dermed er konjugerede i S3.
- permutationen (1 2 3)(4 5 6 7 8) er ikke konjugeret med sin inverse (1 3 2)(4 8 7 6 5) i A8, selvom de to permutation har samme cykeltype og dermed altså er konjugerede i S8

## Automorfigruppen
For alle n > 3 med undtagelse af n = 6 er automorfigruppen af An den symmetriske gruppe Sn med indre automorfigruppe An og ydre automorfigruppe Z2.
For n = 1 og n = 2 er automorfigruppen triviel. For n = 3 er automorfigruppen Z2 med triviel indre automorfigruppe og ydre automorfigruppe Z2.
Den ydre automorfigruppe af A6 er Z2. Den ekstra ydre automorfigruppe i A6 ombytter 3-cyklerne (såsom (1 2 3)) med elementer med elementer med cykeltype 3² (såsom (1 2 3)(4 5 6)).

## Exceptionelle isomorfier
Der findes isomorfier mellem nogle af de mindre alternerende grupper og mindre grupper af Lie-type. Her følger nogle: 
- A4 er isomorf med symmetrigruppen for tetraederet (orienteringsbevarende symmetrier).
- A5 er isomorf med PSL2(4), PSL<sub<2(5), og med symmetrigruppen for ikosaederet (orienteringsbevarende symmetrier).
- A6 er isomorf med PSL2(9) og PSp4(2)'.
- A8 er isomorf med PSL4(2).

Hvad, der er mere trivielt,  er, at A3 er isomorf på den cykliske gruppe Z3, og at A1 og A2 er isomorfe på den trivielle gruppe.

## Undergupper
A4 er den mindste gruppe, der demonstrerer at det modsatte af Lagranges sætning ikke gælder generelt: Givet en gruppe, G, og et naturligt tal, d, der går op i |G|, gælder der ikke nødvendigvis at der findes en undergruppe af G med orden d: Gruppen G = A4 har ingen undergruppe af orden 6. En undergruppe med tre elementer (genereret ved cyklisk rotation af tre objekter) med yderligere et element (pånær e) genererer hele gruppen.